# 席爾默公司
席爾默股份有限公司（英語：G. Schirmer, Inc.）是一家位於美國紐約的樂譜出版公司，創建於1861年，是美國最早的樂譜出版公司。除了販售之外，席爾默公司也提供版權樂譜的租借（演出用途）。
席爾默公司亦是歐洲多家主要樂譜出版社（如：布赖特科普夫与黑特尔音乐出版社）的美國代理經銷商。

## 沿革
1861年，德裔移民古斯塔夫·席爾默二世（Gustav Schirmer Sr.）創建了公司。1891年，席爾默公司開拓了自己的鐫刻／印刷工廠，隔年著名的「席爾默音樂經典圖書館」系列（Schirmer's Library of Musical Classics）問世。

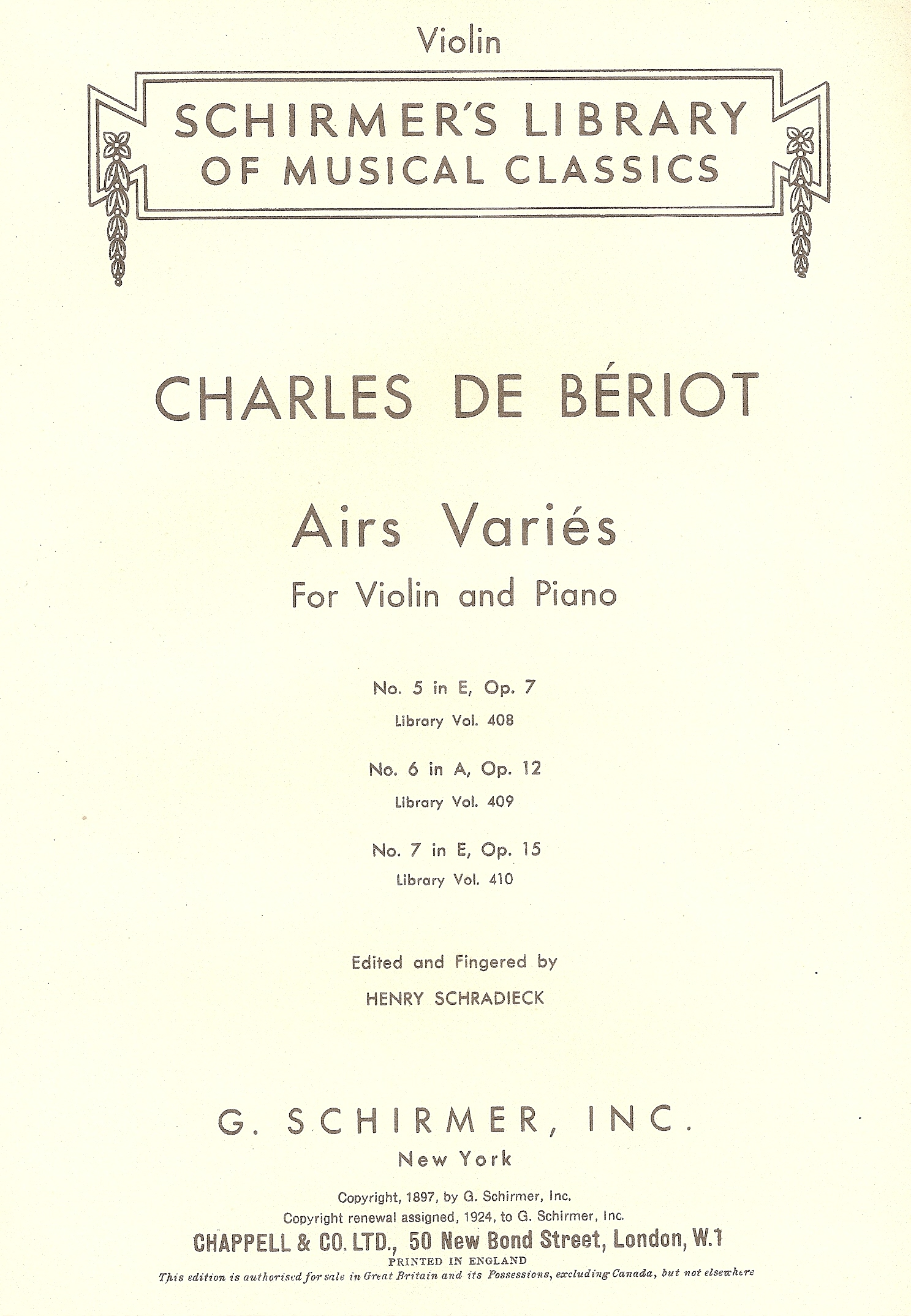
「席爾默音樂經典圖書館」的內頁

席爾默公司致力於美國本土作品的推廣，他們與美国作曲家协会有密切的合作，出版了格里费斯、查爾斯·馬丁·萊夫勒、約翰·奧爾登·卡彭特、葛人傑，以及年代較近的巴伯、伯恩斯坦、莫頓·古尔德、梅诺蒂、汤姆森等人的作品。1964年，席爾默公司收購了聯合音樂出版（Associated Music Publishers），再納入艾略特·卡特、亨利·考埃尔、罗伊·哈里斯、查理斯·艾伍士、瓦尔特·辟斯顿、威廉·舒曼等人的創作，進一步擴充了其美國作曲家的作品線。
席爾默家族持有公司經營權超過一世紀之久，直到1968年，麥克米蘭公司出面收購為止。1986年，公司的大部分部門再度轉售予音樂銷售集團的羅伯特·懷斯（Robert Wise）；消息指出，這筆交易以美金七百萬元左右的價格成交。同年，哈爾·倫納德公司（Hal Leonard Corp.）成為席爾默的獨家經銷商。席爾默家族在公司的最後一位成員是古斯塔夫·席爾默四世，他於1992年逝世。

## 附屬事業
歷史悠久的音樂學術期刊《The Musical Quarterly》亦是在席爾默公司的協助下得以在1915年發行，該刊並偕同音樂學者奧斯卡·松內克進行編纂工作。在1986年的交易中，期刊並未隨同轉售，而是在1989年轉由牛津大學出版社發行。

## 出版品
作品透過席爾默樂譜公司所出版、印行的作曲家包括（按姓氏字母序）：
- 塞缪尔·巴伯
- 伦纳德·伯恩斯坦
- 奧古斯都·布蘭特（英语：Augusto Brandt）
- 約翰·奧爾登·卡彭特（英语：John Alden Carpenter）
- 艾略特·卡特
- 约翰·科里利亚诺
- 亨利·考埃尔
- 理查德·丹尼爾波（英语：Richard Danielpour）
- 阿夫纳·多尔曼（英语：Avner Dorman）
- 加布里埃拉·莉娜·弗蘭克（英语：Gabriela Lena Frank）
- 莫頓·古尔德（英语：Morton Gould）
- 帕西·葛人傑
- 查尔斯·格里费斯
- 约翰·哈比森
- 罗伊·哈里斯
- 查理斯·艾伍士
- 亚伦·杰·科爾尼斯（英语：Aaron Jay Kernis）
- 利昂·基希納（英语：Leon Kirchner）
- 彼得·李伯森（英语：Peter Lieberson）
- 查爾斯·馬丁·萊夫勒（英语：Charles Martin Loeffler）
- 吉安·卡洛·梅诺蒂
- 瓦尔特·辟斯顿
- 安德烈·普列文
- 羅伯特·澤維爾·羅德里奎茲（英语：Robert Xavier Rodriguez）
- 威廉·舒曼
- 盛宗亮
- 谭盾
- 维吉尔·汤姆森
- 瓊·陶爾（英语：Joan Tower）

## 外部連結
- 席爾默公司的官方網站 （页面存档备份，存于）
- 席爾默公司的免费乐谱，由国际乐谱典藏计划提供